# Micklebring
Micklebring – wieś w Anglii, w hrabstwie ceremonialnym South Yorkshire, w dystrykcie metropolitalnym Doncaster. Leży 18 km na północny wschód od miasta Sheffield i 228 km na północ od Londynu.